# Heinrich Schütz
Heinrich Schütz (8 tháng 10 1585 - 6 tháng 11 1672) là một nhà soạn nhạc người Đức, ông được xem là một trong những nhà soạn nhạc quan trọng nhất của Đức trước thời Johann Sebastian Bach và là một trong những nhà soạn nhạc quan trọng nhất thế kỷ 17 cùng với Claudio Monteverdi.

## Liên kết
- Bản nhạc miễn phí bởi Heinrich Schütz tại Dự án Thư viện Bản nhạc Quốc tế (IMSLP)
- Germany Fed. Rep. 1972 stamp devoted to Heinrich Schütz
- Free scores by Heinrich Schütz trong Choral Public Domain Library (ChoralWiki)
- Bản mẫu:IckingArchive
- Gilman, D. C.; Peck, H. T.; Colby, F. M. biên tập (1905). New International Encyclopedia (ấn bản thứ 1). New York: Dodd, Mead. |title= trống hay bị thiếu (trợ giúp)